# Palacio de la Chancillería (Granada)

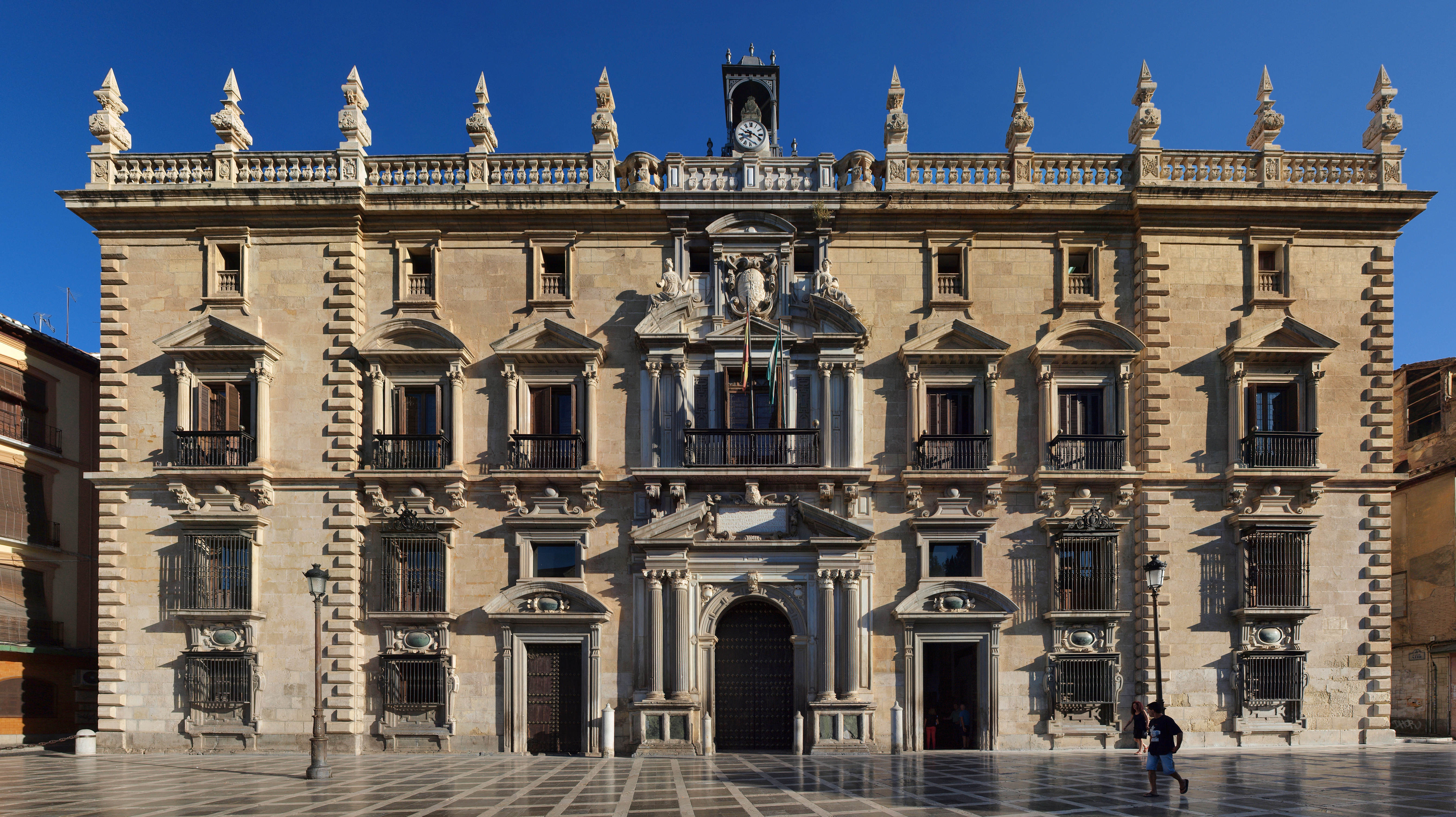
Palacio de la Chancillería

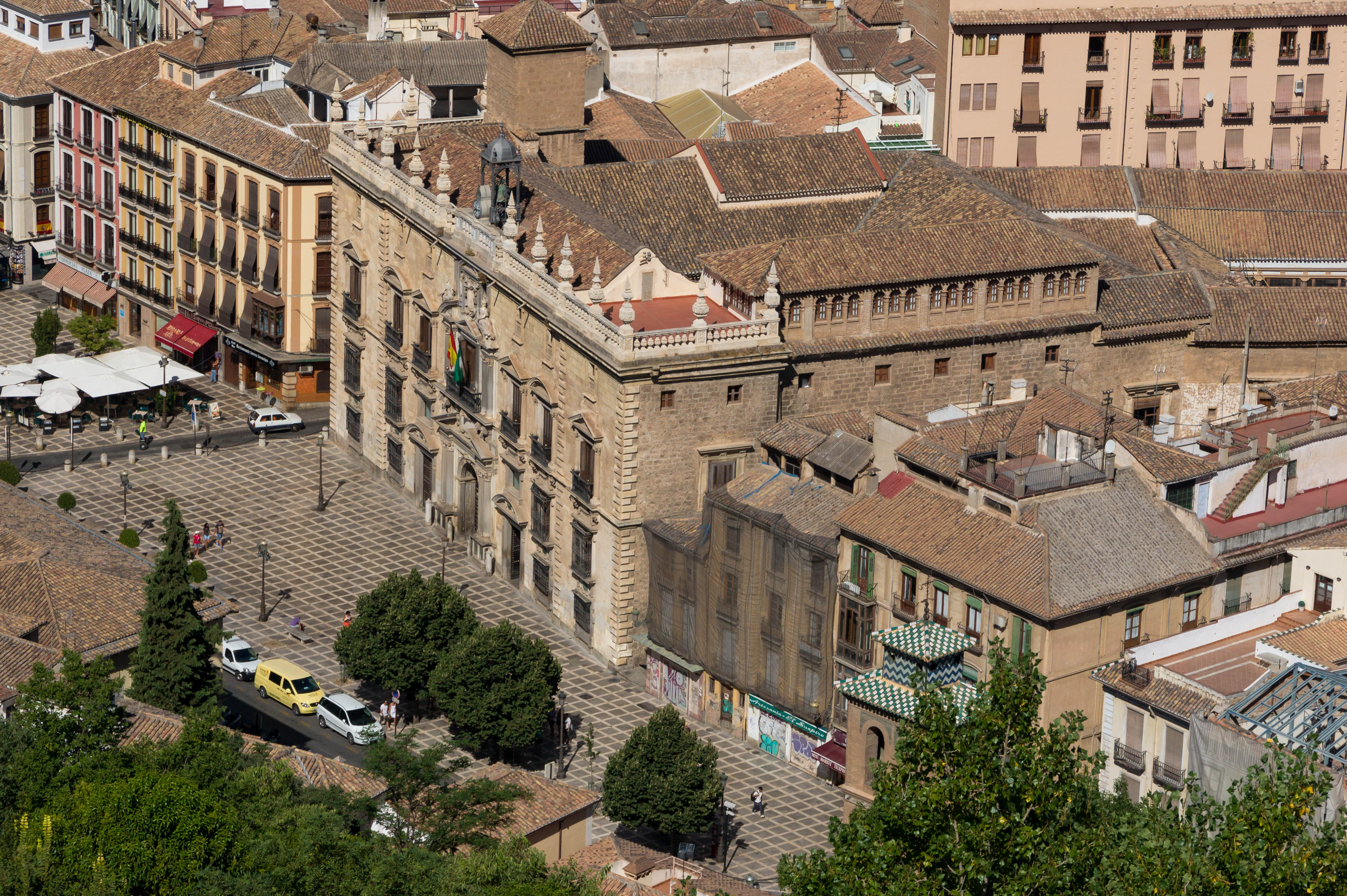
Blick vom Hügel der Alhambra

Der Palacio de la Chancillería an der Plaza Nueva in der spanischen Stadt Granada ist der Sitz des obersten Gerichts (Tribunal Superior de Justicia de Andalucía, Ceuta y Melilla) und der Generalstaatsanwaltschaft (Fiscalía Superior) von Andalusien.

## Gebäude
Das Gebäude wurde 1531 von Karl I. von Spanien als Sitz der Chancillería de Granada in Auftrag gegeben und 1587 fertiggestellt. Es steht als herausragendes Beispiel des Manierismus und als erstes speziell errichtetes Gerichtsgebäude Spaniens unter Denkmalschutz.
Die zweigeteilte Fassade wurde von Francisco del Castillo el Mozo entworfen und von Martín Díaz de Navarrete ausgeführt. Im unteren Teil finden sich drei Türen, der obere Teil weist sieben Balkone mit korinthischen Säulen auf. Über dem zentralen, größten Balkon finden sich Statuen und ein Wappenschild. Zwischen den beiden Stockwerken verläuft ein trennendes Gurtgesims. Auf dem Dach findet sich eine Balustrade und eine später aufgesetzte Uhr.
Den ersten Hof umgibt die eigentliche Chancillería. Von hier führt eine Monumentaltreppe zum obersten Stockwerk. Im hinteren Bereich des Gebäudes schließt sich das historische Gefängnis an, das bis zum Ende des 19. Jahrhunderts genutzt wurde. Dieser Gebäudebereich umgibt zwei Höfe: Den ersten dekoriert ein Brunnen, der zweite dient als Zugang zu den Stadtgerichten, die sich seit 1926 im Gebäude befinden.
Das Gebäude steht unter Denkmalschutz und gilt als herausragendes architektonisches Werk des Manierismus in Granada.